# Museo Judío de Berlín

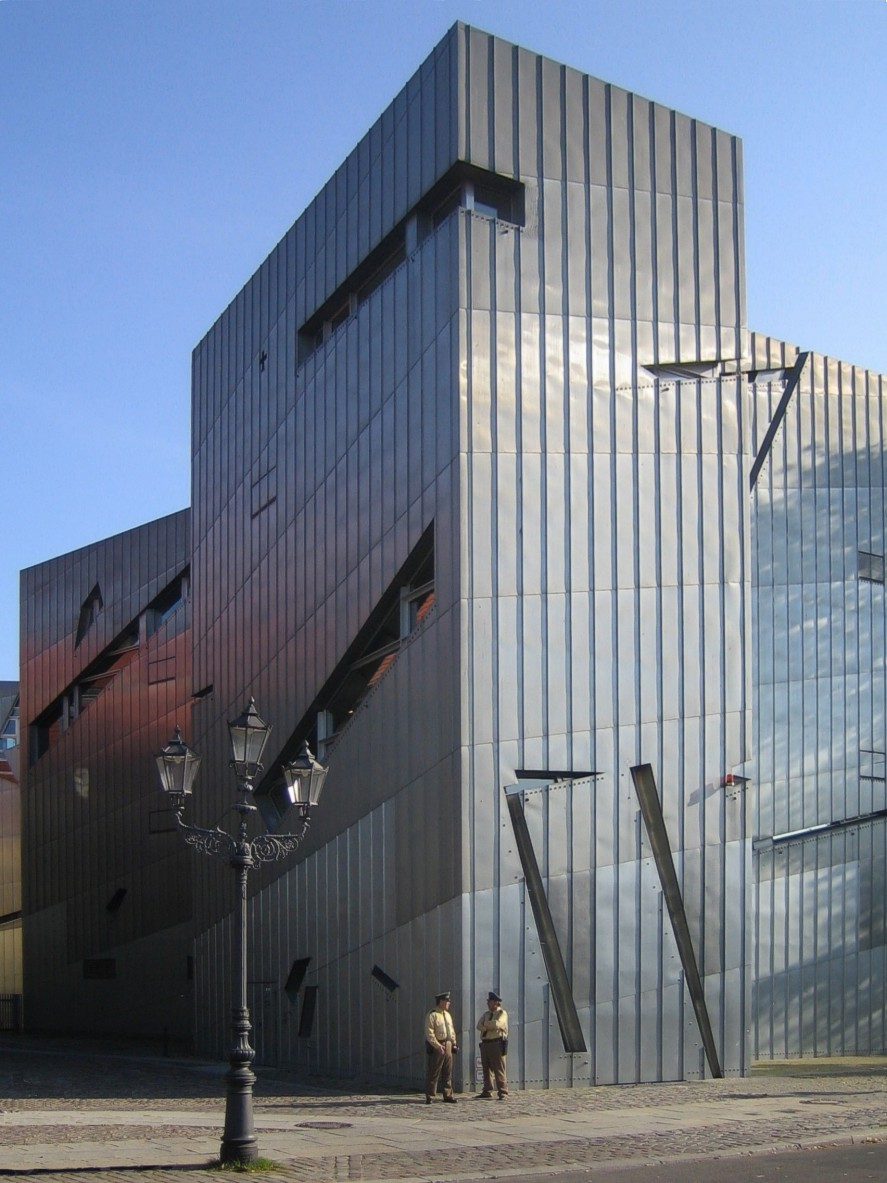
Vista exterior del Museo Judío de Berlín.

El Museo Judío (en alemán: Jüdisches Museum Berlin) está ubicado en la ciudad de Berlín, Alemania, y es uno de los mayores museos judíos de Europa. Muestra, a través de obras artísticas y objetos de la vida cotidiana, la historia de los judíos que viven y vivieron en Alemania durante los últimos dos mil años. El edificio que alberga el museo está diseñado por el arquitecto polaco Daniel Libeskind y fue inaugurado en 1999. El inmueble tiene las fachadas metálicas, ventanas con caprichosas formas y orientaciones, y la planta con forma de rayo. La idea principal que transmite el edificio es el vacío que han dejado los judíos berlineses desaparecidos durante el Holocausto. La Torre del Holocausto y el Jardín del Exilio son otras dos construcciones pertenecientes al museo.
El museo también incluye un archivo, una biblioteca y la Academia W. Michael Blumenthal. Estas instalaciones sirven para transmitir la cultura judía y la historia judeo-alemana.

## Datos arquitectónicos

### Proyecto

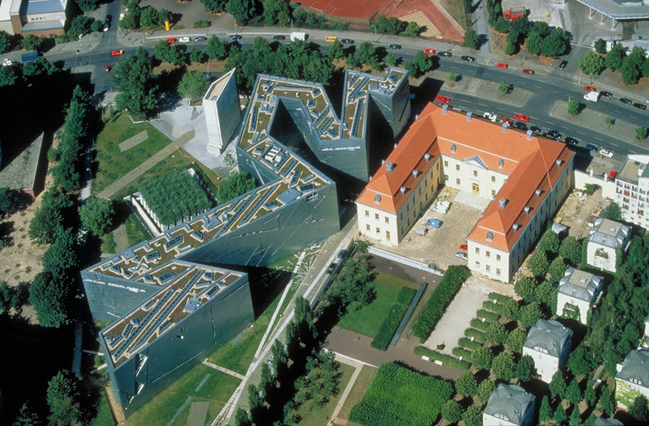
Vista aérea del diseño de Libeskind, mostrando su configuración en zig-zag y su entorno próximo, con el antiguo Kollegienhaus.

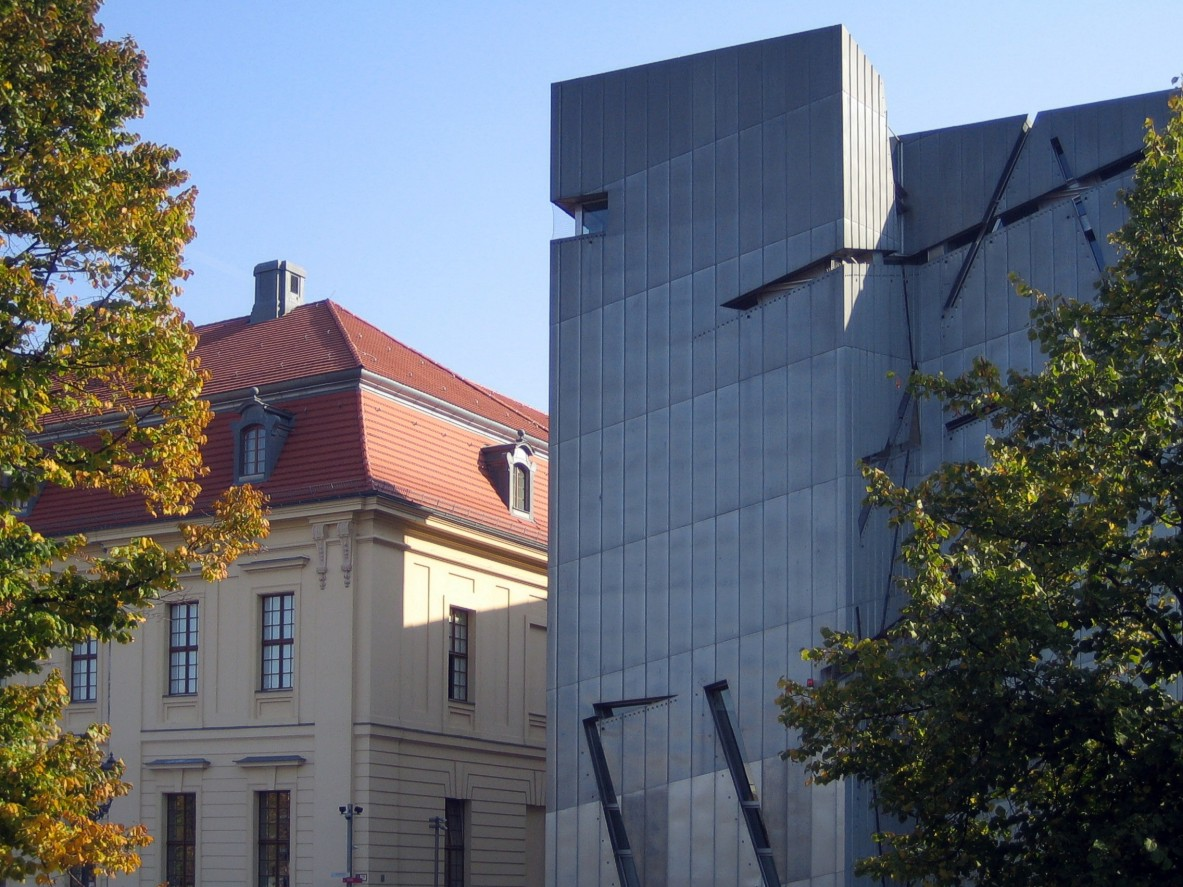
Vista del Museo Judío desde la calle.

Daniel Libeskind (1946 -) es un arquitecto que nació en Polonia y más tarde emigró a los Estados Unidos. Fue también un buen músico, y durante su vida no se vio afectado por el Holocausto nazi. Él es un claro ejemplo del arquitecto que casi no construye y que prefiere escribir libros, teorizar y dar clases, al igual que Bernard Tschumi y Hejduk. Hizo muchos diseños y dibujos, y es un diseñador de primer orden. Estuvo en la Asociación de Arquitectos (AA), donde estuvo Zaha Hadid y los de Coop Himmelb(l)au, entre otros. La IBA fue una Exposición de Arquitectura Construida, celebrada en Berlín, en la que se construyeron edificios modernos junto al Muro de Berlín. Es entonces cuando se crea el concepto de “manzana postmoderna”, con la aparición de construcciones posmodernistas que se oponen a la estructura historicista de muchas calles de Berlín.
En la Exposición de la Deconstrucción de 1982, celebrada en esta ciudad, sirvió a Libeskind para mostrar un trabajo suyo y saltar a la fama. El concurso para el Museo Judío en el Museo de Berlín se celebró en el año 1989, y poco después de celebrarse cayó el Muro de Berlín, comenzando así la reunificación alemana. Este concurso lo ganó Libeskind cuando aún no gozaba de la popularidad que hoy tiene. La construcción del museo comenzó en 1993, y estaba prevista que finalizase en 1995, pero se retrasó y se inauguró en 1999. Libeskind plasma en el edificio la importancia en la historia de Berlín la historia de los judíos. La segunda idea que transmite es la necesidad de integrar física e intelectualmente el significado del Holocausto en la conciencia de Berlín. El arquitecto plasma la idea de que solo a través del reconocimiento de la vida judía puede tener un futuro en la historia de Berlín.
La propuesta que Libeskind pone en el proyecto se resume en la expresión “El vacío y la ausencia”, la cual es la consecuencia de la desaparición de muchos ciudadanos. La sensación de vacío es de la que parte el proyecto, y “Entre líneas” es el lema del mismo. Después de que finalizara la construcción del edificio, este estuvo cerrado durante mucho tiempo porque los miembros de la fundación que lo gestiona no se ponían de acuerdo en qué cosas tenía que mostrar el museo. Sin embargo, gracias a la iniciativa popular se abrió al público cuando todavía estaba vacío. La afluencia de visitantes fue enorme y se convirtió en uno de los primeros museos de la historia que se abre para mostrar solo la arquitectura.

### Diseño del edificio

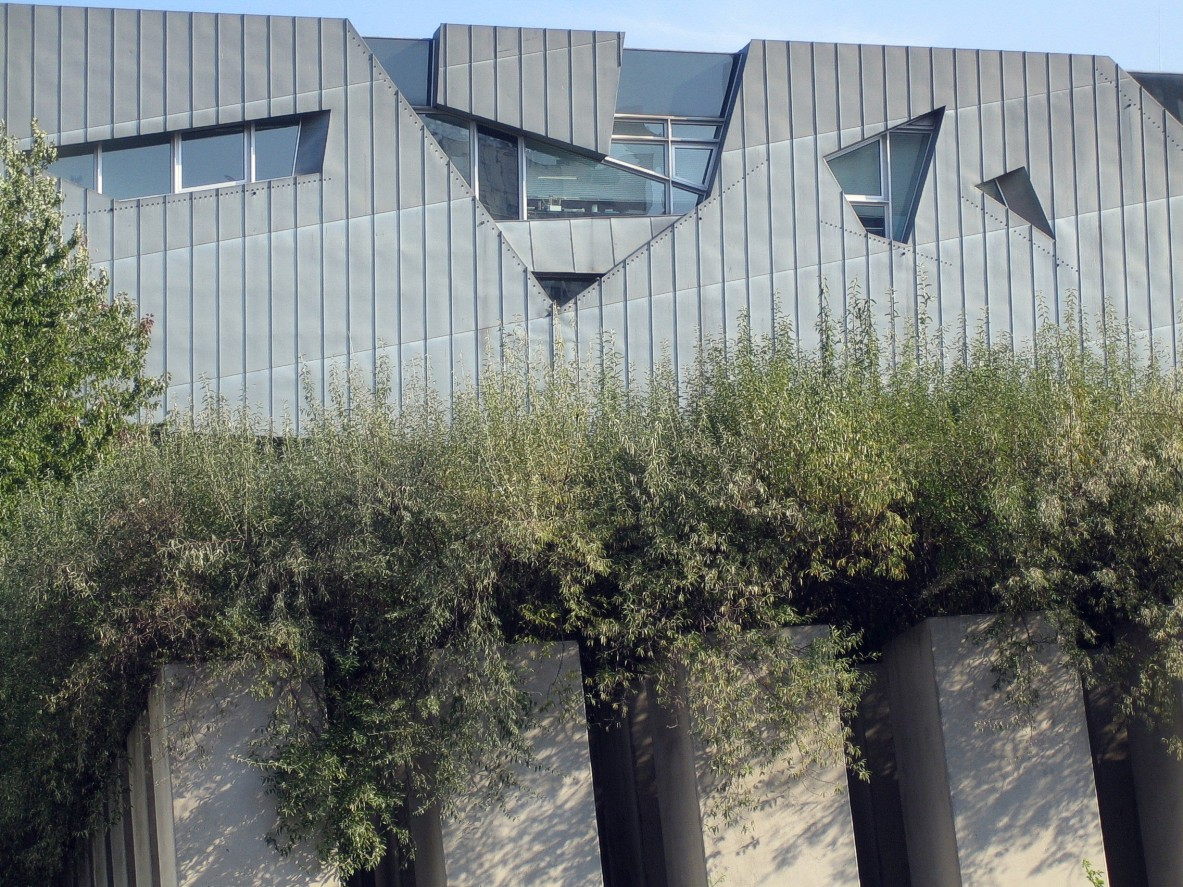
Vista exterior del Museo Judío con el "Jardín del Exilio" delante.

La planta del edificio parte de una línea picuda con forma de rayo. Esta línea quebrada podía haber sido continuada en cualquier dirección porque parece no terminar. Existe otra línea recta oculta en la planta del museo que atraviesa todo el edificio y desde la cual se articula el “rayo”. La forma de picuda que tiene la planta hace que esta línea recta esté interrumpida a trozos. Estas dos son las bases fundamentales del diseño. La maqueta del proyecto tiene tres diferencias con el edificio construido. Una de ellas es que las fachadas de la maqueta están inclinadas de manera similar a las Torres KIO de Madrid, mientras que las del edificio son perpendiculares.
La segunda diferencia es que en el proyecto había tres pequeñas torres exteriores al edificio principal, las cuales se han agrupado en una. La tercera diferencia es que hay un hueco exterior formado por la maqueta y que está suavizado en el edificio. La entrada principal al Museo Judío estaba originariamente en una pequeña torre situada junto al edificio antiguo del Museo de Berlín. Finalmente, esa construcción se integró en el interior del inmueble antiguo, que es del siglo XVIII. En un plano de situación, Libeskind relacionó el Museo Judío con el edificio del Sindicato del Metal, diseñado por Mendelsohn, colocándolos dentro de una estrella judía (llamada Estrella de David) alargada que se extiende desde el Muro de Berlín hasta el canal de la ciudad.
En algunos planos del edificio pone de fondo palabras y pentagramas. Dichas palabras son, en ocasiones, un poema donde está repetida la palabra “espíritu”, y otras veces coloca una lista de personas desaparecidas en el Holocausto cuyos apellidos empiezan en “Berlín”. En cuanto a los pentagramas, corresponden a la partitura de la ópera “Moisés y Aarón”, escrita por el compositor Arnold Schönberg. Esta obra musical no está finalizada y su última parte está en silencio. La ausencia del sonido refleja una base del proyecto.

### Acceso al museo

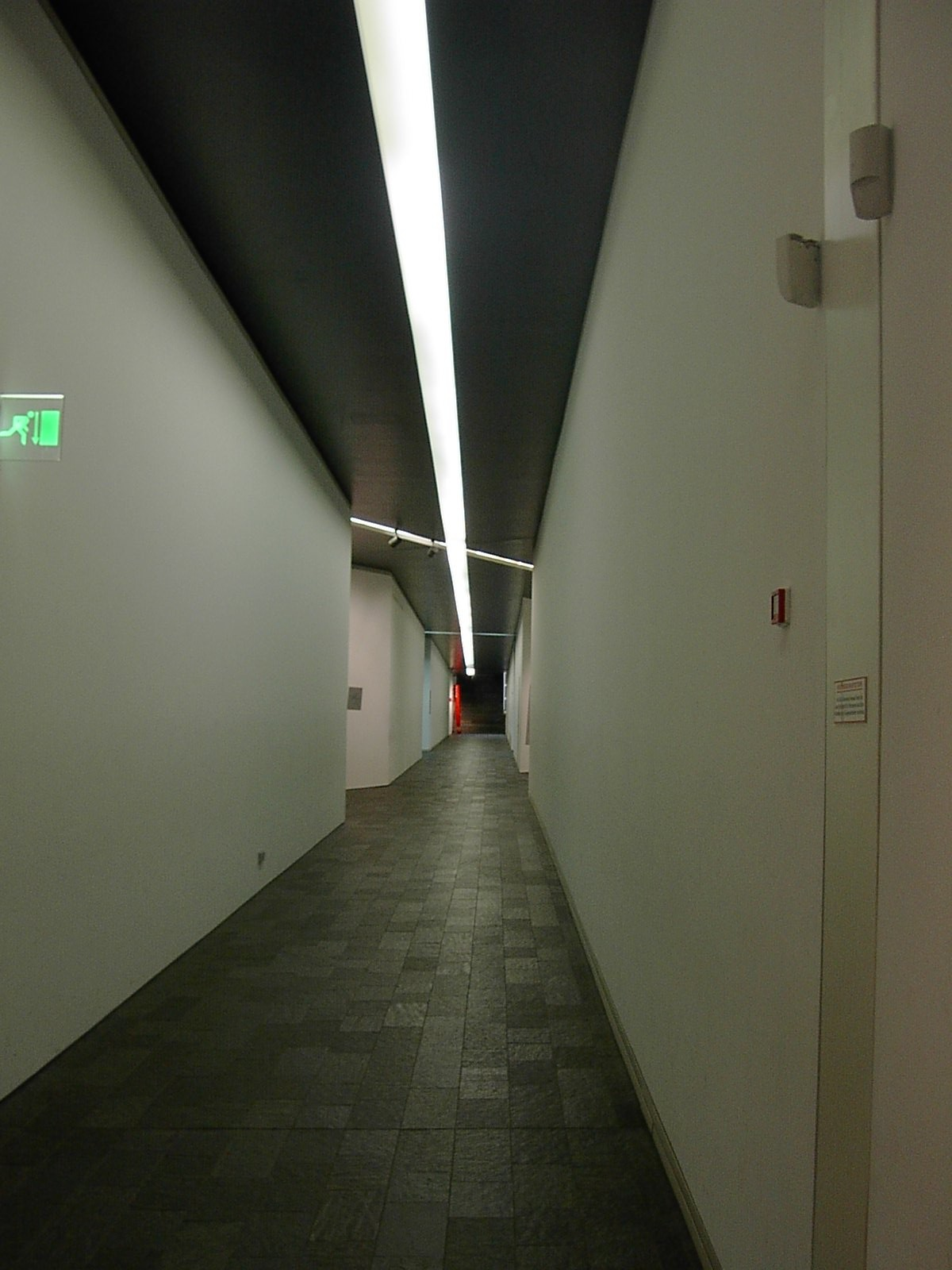
Interior de los pasillos subterráneos de acceso al museo.

El edificio tiene una planta subterránea y cuatro sobre el nivel del suelo. Estas últimas son iguales entre sí salvo la superior, que alberga oficinas y tiene una distribución diferente. La entrada al Museo Judío está en una construcción con planta romboidal situada dentro del edificio antiguo del Museo de Berlín. Consiste en una bajada que se realiza por unas escaleras poco iluminadas y con los escalones oblicuos, de manera que transitar por ellos es complicado. Esta bajada conduce al sótano del edificio, el cual está compuesto por unas salas que no están abiertas al público y por tres pasillos rectos que se cruzan formando ángulos no perpendiculares, de manera que la orientación por ellos se complica.
El suelo de estas travesías está inclinado, y en el techo hay ráfagas de luz artificial que ayudan la orientación. Este es de color negro para dar más contraste a estas luces, las cuales son las únicas que hay. Uno de estos pasillos conduce a la "Torre del Holocausto", otro al "Jardín del Exilio" y el tercero a unas largas escaleras ascendentes que comunican con las plantas del museo.

### Torre del Holocausto y Jardín del Exilio

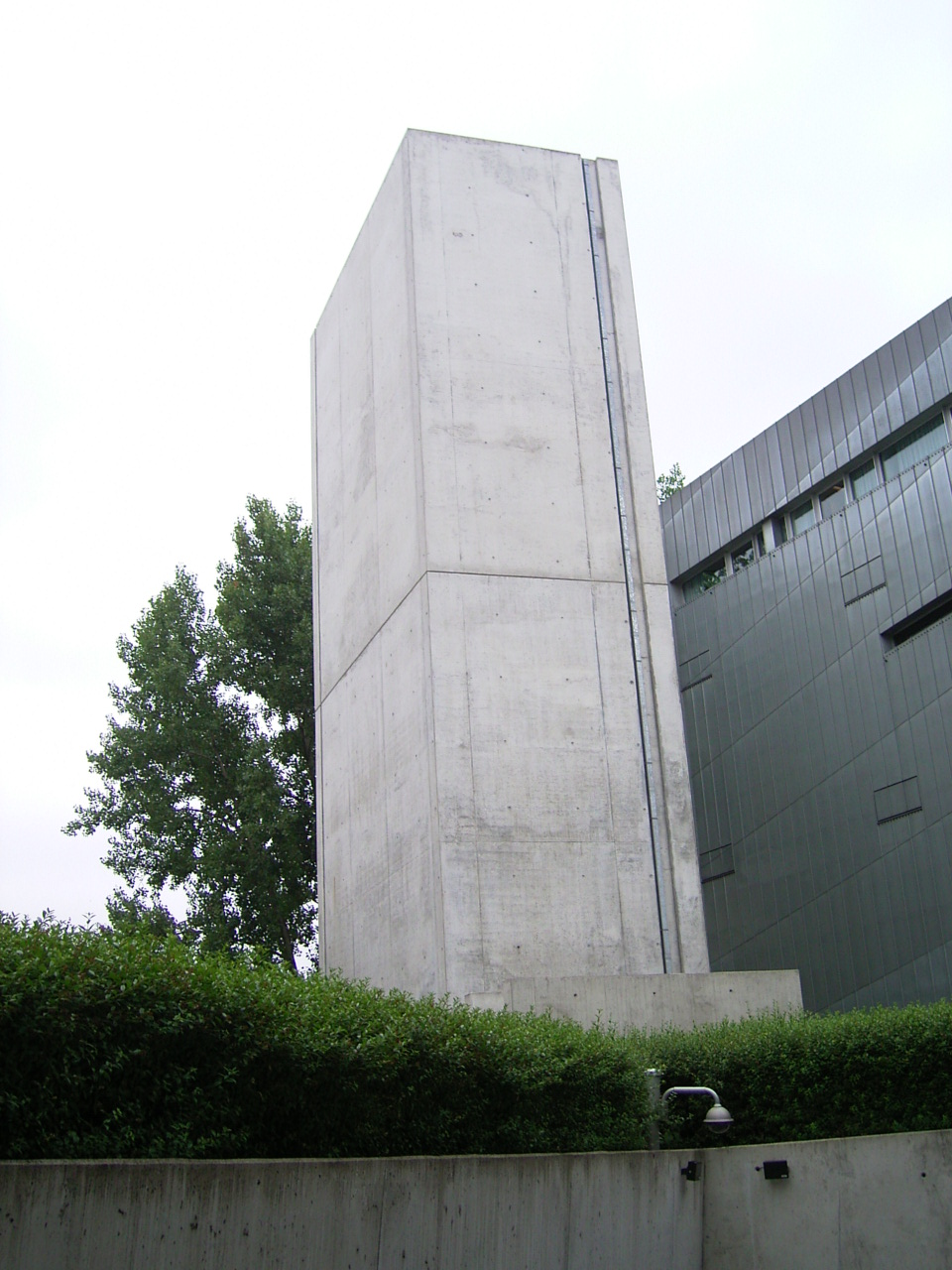
Vista exterior de la "Torre del Holocausto".

La "Torre del Holocausto" es aquella pequeña construcción que originariamente se constituía por tres torres exteriores al edificio principal. Tiene una planta con forma de cuadrilátero puntiagudo y sus fachadas son de hormigón visto. Es ciega y solo tiene un hueco vertical colocado en la parte superior del vértice de sus paredes más agudo. Es por ahí por donde entra la única luz que hay en el interior de la torre, y el acceso a la misma se realiza por un pasillo del sótano.
El "Jardín del Exilio", cuyo nombre oficial es Josef Hoffmann, es un gran cuadrado situado en el exterior del edificio donde hay 49 pilares de planta cuadrada dispuestos en cuadrícula. El número 49 simboliza el año de fundación de Israel, pues se fundó el año 1948, es decir, durante el 49.º. Estos son de hormigón y huecos, rellenados con tierra de Berlín (salvo el central, rellenado con tierra de Jerusalén) y coronados con vegetación. El suelo del Jardín está inclinado con la pendiente siguiendo la diagonal, los pilares son perpendiculares a este suelo, y éstos están cortados paralelamente a su base. De esta manera, es obvio que los pilares también están inclinados. Andar por dentro de este “bosque” de pilares coronados con plantas resulta incómodo por culpa de la inclinación diagonal que hay en el suelo, de tal manera que no coincide con ninguna “calle”. Esta molestia es un objetivo perseguido por el arquitecto.

### Interior del edificio

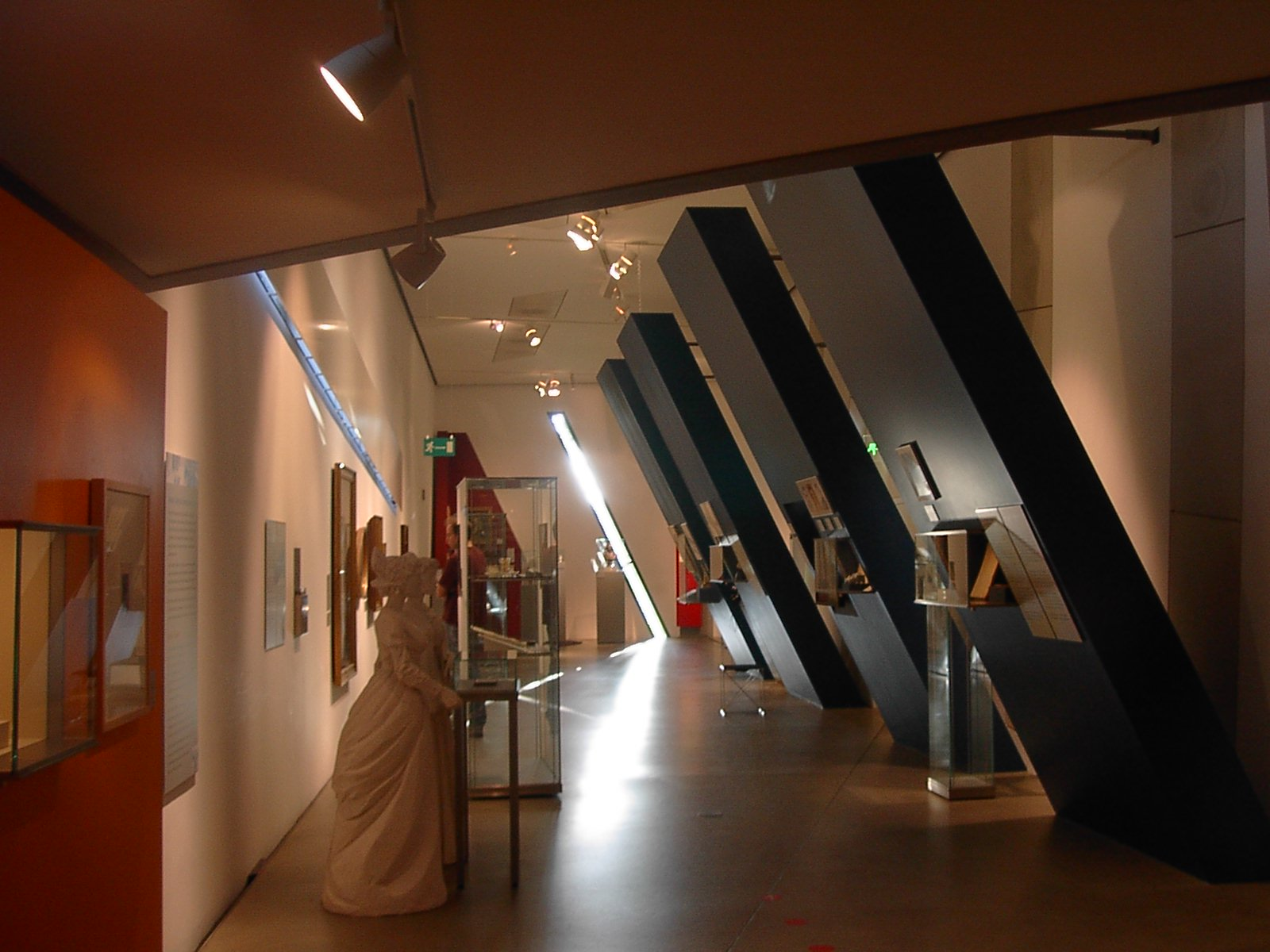
Vista interior del museo y una de sus exposiciones.

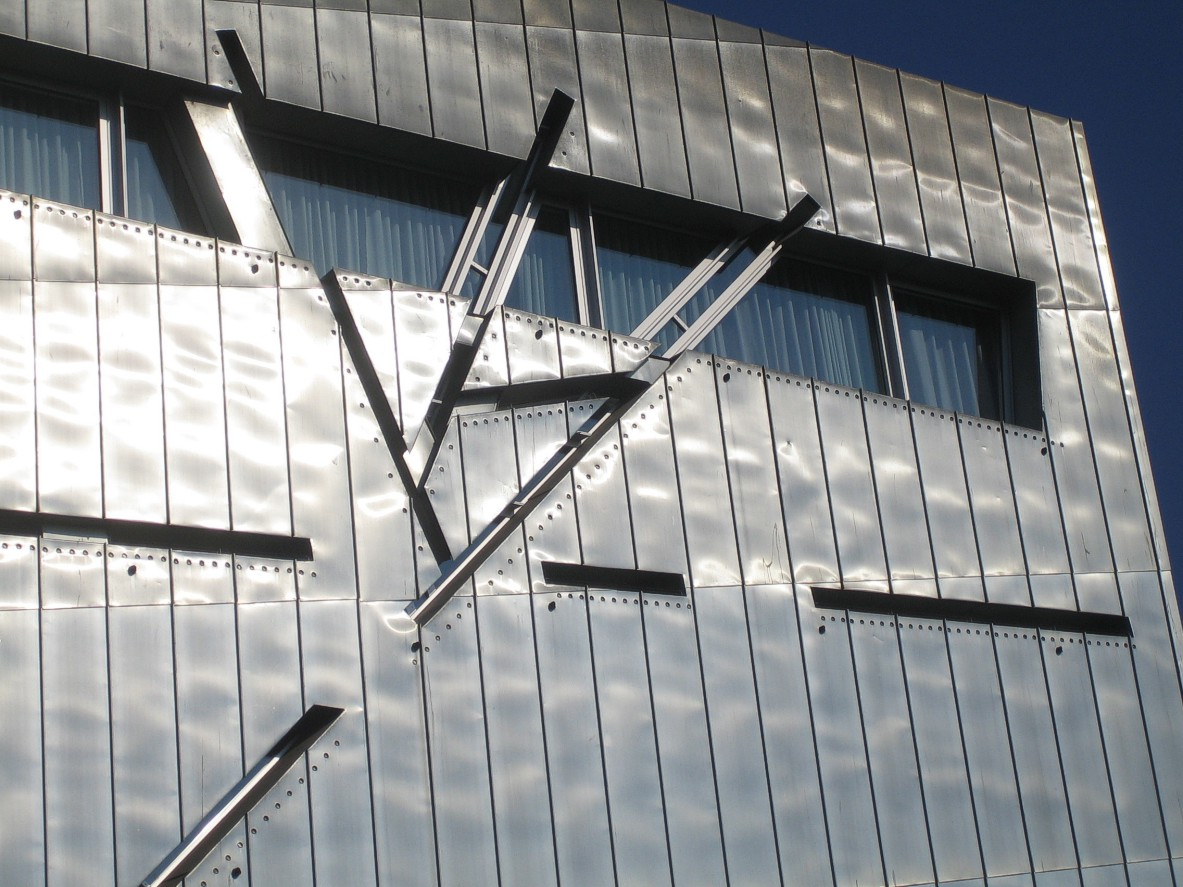
Vista exterior de las ventanas de las fachadas del museo.

La escalera que sale de uno de los pasillos del sótano es recta y está colocada limitando con una de las fachadas del edificio. Cada dos descansillos tiene el acceso a una de las plantas del museo, salvo a la última. Las vigas que se muestran sobre este lugar tienen direcciones caprichosas y una apariencia deconstrutivista, pero son funcionales al servir de arriostramiento. En el interior del edificio hay espacios vacíos, es decir, partes que están cerradas a las cuales no se puede acceder. Es lo que ocurre en aquella línea recta que atraviesa la planta en forma de rayo de todo el museo, solo que en realidad esa recta es un “pasillo” común a las tres primeras plantas y está cortado por culpa de la forma picuda del edificio. Este “pasillo” solo es atravesado por unas pasarelas que conectan las diferentes salas del museo, las cuales están definidas por las fachadas del edificio y por el “pasillo” recto. Estos pasos tienen el pavimento distinto respecto del de las salas, el techo más bajo de lo normal y pintado de negro, el mismo color empleado en las paredes que limitan las salas y el “pasillo”.
Los diversos ángulos que forma el edificio hacen que los pasos sean oblicuos respecto a las salas que comunican, de manera que la percepción se hace complicada. Las ventanas del Museo Judío tienen todas direcciones y formas muy caprichosas y no siguen ningún orden visible, aunque éstas tienden a ser alargadas. La luz natural penetra en el interior solo cuando los diseños exteriores e interiores de las ventanas coinciden, lo cual no siempre pasa. Realmente, de los 1005 huecos de fachada, solo cinco coinciden completamente. A los huecos, Libeskind los llama “el alfabeto del museo”. Las ventanas crean efectos luminosos en el interior del inmueble cuando la luz se refleja en paredes y pavimentos reflectantes. Muchos huecos llegan al suelo y al techo, a la vez que se cruzan. El museo muestra objetos de la vida cotidiana de los judíos, tales como cuadros y utensilios de uso común. Algunos de estos objetos estropean el diseño interior, a juicio de muchos, de manera que interrumpen la continuidad del espacio.
Las fachadas son de hormigón con un recubrimiento exterior de chapa metálica. Esta capa está constituida por paneles de cinc y titanio colocados diagonalmente, no coincidiendo con los forjados y dando la sensación de que las fachadas están inclinadas. Diseñó con sumo cuidado la forma de los huecos de las fachadas, de manera que realizó varios dibujos en los que detallaba sus formas y tamaños. Existen ventanas de un tamaño considerablemente mayor que el resto en la fachada que mira al lado donde está el edificio antiguo, y en la altura de la última planta de la fachada opuesta a la primera. El edificio tiene varias puertas que dan al exterior pero que no son de uso habitual, por lo que se camuflan en la fachada con el mismo tipo de chapa. Hay un patio exterior formado por las fachadas del museo en el que hay un paso en la altura del suelo que comunica los dos lados del edificio. Este es diagonal y es el único que hay en el inmueble con estas características. El pavimento de este patio es muy original porque está hecho con piedras de tres colores y forma figuras que se asemejan a las ráfagas de las ventanas. La gran efectividad que tiene el mensaje publicitario del edificio se refleja en el gran éxito comercial que tiene su tienda de recuerdos, un establecimiento que vende todo tipo de recuerdos del Museo Judío en el Museo de Berlín.

## Colección y exhibición

### Exposición permanente
La nueva exposición permanente titulada "Historia y actualidad judías en Alemania" se inauguró el 23 de agosto de 2020. Con una superficie de más de 3500 metros cuadrados, cuenta la historia de los judíos en Alemania desde sus inicios hasta la actualidad desde una perspectiva judía.
La exposición está dividida en cinco capítulos históricos, que van desde los inicios de la vida judía en Ashkenaz hasta el movimiento de emancipación en el marco de la Ilustración y su fracaso hasta el presente. El nacionalsocialismo y el capítulo posterior a 1945 ocupan el mayor espacio. Aquí, la atención se centra en temas como la restitución y las reparaciones, la relación con Israel y la inmigración rusófona desde 1990. La videoinstalación "Mesubin" (Los reunidos), como "coro final", hace visible la polifonía de la vida judía contemporánea. Ocho salas temáticas se ocupan de los aspectos religiosos del judaísmo y su práctica vivida, de las colecciones familiares del museo y del arte y la música. ¿Qué es lo sagrado en el judaísmo? ¿Cómo se celebra el Shabat? ¿Cuál es el sonido del judaísmo? Además de objetos originales, la exposición presenta una gran variedad de medios audiovisuales, realidad virtual, arte y juegos interactivos.

#### Recorrido histórico - vistas emocionantes
Una instalación de vídeo en el edificio Libeskind, la obra "Drummerrsss" del artista israelí Gilad Ratman, producida especialmente para la exposición, constituye el preludio antes de que los visitantes atraviesen los ejes y suban por la llamativa escalera a las salas de exposición. Allí, un punto de bienvenida de diseño escultórico invita a los visitantes a llegar y participar.
En el recorrido posterior de la exposición, la narración histórica se alterna con la comprensión de la cultura y la religión judías. Además de las clásicas presentaciones de objetos, los visitantes pueden esperar instalaciones artísticas, estaciones prácticas y realidad virtual en dos plantas. Más que nunca, la exposición presenta la riqueza de la propia colección del museo: de los más de 1000 objetos, más del 70% proceden del propio depósito del museo.
Desde hace 1700 años, la cultura judía en Alemania está estrechamente entrelazada con su entorno. Las fases de pertenencia y vecindad han marcado las relaciones germano-judías tanto como la exclusión, la arbitrariedad y la violencia. A lo largo de los tiempos, los judíos desarrollaron sus tradiciones religiosas y seculares a partir de esta interacción; el judaísmo asquenazí, y más tarde el judaísmo alemán, surgieron de la interacción permanente con el entorno.
Este proceso histórico, el exterminio de los judíos europeos en el Holocausto, el nuevo comienzo de la vida judía en Alemania después de 1945 y los temas del presente se presentan en nuestra exposición permanente. Los destinos personales ilustran las diferentes reacciones a los desafíos históricos y políticos. Los objetos ponen de manifiesto la naturaleza polifacética de la historia: los significados sorprendentes a veces sólo se hacen evidentes al examinarlos más de cerca. Las preguntas actuales dejan claro que a menudo se puede justificar más de una respuesta.
La exposición fue diseñada por la empresa conjunta chezweitz GmbH / Hella Rolfes Architekten BDA.

#### La anterior exposición permanente
La anterior exposición permanente "Zwei Jahrtausende deutsch-jüdischer Geschichte" (Dos miles de años de historia judeo-alemana)" estuvo expuesta desde septiembre de 2001 hasta diciembre de 2017. 
La anterior exposición permanente ofreció una visión de Alemania desde la perspectiva de su minoría judía. Comenzó con las ciudades medievales de SchUM a orillas del Rin, a saber, Speyer, Worms y Maguncia. Los visitantes vivieron el periodo barroco a través de Glikl bas Judah Leib (1646-1724, alias Glückl von Hameln) y su diario, que ilustraba su vida como comerciante judía en Hamburgo. El siglo XVIII se vivió a través de la herencia intelectual y personal del filósofo Moses Mendelssohn (1729-1786). Estas opiniones se complementaron con la descripción de la vida judía en los tribunales y en el país. El panorama de la emancipación del siglo XIX estuvo marcado por el optimismo, los logros sociales y políticos y el aumento de la prosperidad. Pero también los reveses y decepciones para las comunidades judías de la época fueron tematizados. Las experiencias de los soldados judíos alemanes de la Primera Guerra Mundial fueron a principios de la representación del siglo XX. En la sección sobre el nacionalsocialismo, los visitantes vieron cómo los judíos alemanes reaccionaron ante su creciente discriminación y cómo esto condujo, por ejemplo, a la fundación de nuevas escuelas y servicios sociales judíos. La exclusión y aniquilación de los judíos, sin embargo, pronto puso fin a estas iniciativas. Después de la Shoah, 250.000 sobrevivientes se encontraron en campamentos de desplazados, donde esperaban la oportunidad de emigrar. Al mismo tiempo, surgieron nuevas pequeñas comunidades judías en Oriente y Occidente. Al final de la exposición, dos grandes procesos nazis de la posguerra fueron tematizados: el Proceso de Auschwitz de Fráncfort (1963-1965) y el Proceso de Majdanek en Düsseldorf (1975-1981). La gira de la exposición terminó con una instalación de audio en la que los judíos que crecieron en Alemania relatan su infancia y juventud después de 1945. Ellos marcaron el comienzo de un nuevo capítulo en la vida judía en Alemania.

### Las exposiciones temporales
Las exposiciones temporales se dedican a toda una variedad de temas de las más diversas épocas, que se presentan en diferentes géneros. Especialmente notables son las exposiciones: How German is it? 30 Artists' Notion of Home (2011–2012), Kosher & Co: On Food and Religion (2009–2010), Looting and Restitution: Jewish-Owned Cultural Artifacts from 1933 to the Present (2008–2009), Typical: Clichés about Jews and Others (2008), Home and Exile (2006–2007), Chrismukkah: Stories of Christmas and Hanukkah (2005–2006), 10+5=God (2004), and Counterpoint: The Architecture of Daniel Libeskind (2003).

### Instalación Shalechet – Hojas caídas
Unos diez mil rostros, troquelados en acero, están distribuidos sobre el suelo del "Vacío de la Memoria", el único espacio vacío en el edificio de Libeskind en el que se puede entrar. El artista israelí Menashe Kadishman dedica su obra no solo a los judíos asesinados durante la Shoá, sino también a todas las víctimas de la violencia y la guerra. Los visitantes están invitados a pasear sobre las planchas con los rostros y a escuchar los sonidos que producen las hojas de metal al pisarse y restregarse unas con otras.

### El Centro Rafael Roth Learning
El Centro de Aprendizaje Rafael Roth estuvo ubicado en el sótano del Museo Judío de Berlín hasta marzo de 2017. Aquí, la historia judía fue presentada en forma multimedia e interactiva en 17 estaciones de computación para visitantes individuales y grupos. Bajo las palabras clave "Things", "Stories", "Faces", los visitantes conocieron los aspectos más destacados de la colección y pudieron sumergirse en exposiciones virtuales de mayor envergadura, por ejemplo, sobre la historia de Albert Einstein o sobre la inmigración de Europa del Este entre 1880 y 1924, y las entrevistas en vídeo ofrecieron una visión de la vida judía actual en Alemania. El juego de ordenador Sansanvis Park fue desarrollado especialmente para los niños. El nombre de la institución se debe al empresario inmobiliario berlinés y mecenas Rafael Roth (1933-2013).
En el transcurso de la planificación de una nueva exposición permanente, el Museo Judío decidió interrumpir el Centro de Aprendizaje con su equipo técnico después de más de 15 años de éxito. 

### Academia W. Michael Blumenthal
Con la inauguración de la Academia en 2012 se agregó su programa a la amplia gama de actividades del Museo. Partiendo del cometido del  museo, que consiste en dedicarse a la historia y la cultura judías en Alemania, los programas de la Academia también se ocupan de las perspectivas de otras minorías religiosas y étnicas. Ya el director fundador, W. Michael Blumenthal, en cuyo honor fue nombrado el edificio de la Academia, deseaba promocionar el Museo Judío de Berlín como una casa que no solo tiene el cometido de presentar temas históricos, religiosos y sociales en exposiciones, sino también seguir y debatir con atención los cambios políticos y sociales desde un punto de vista judío. La
atención no se centra únicamente en la relación entre la población mayoritaria y cada una de las minorías, sino, particularmente, en el intercambio y la interconexión de las minorías entre sí. 
Así surgió un programa de eventos que sondea las características teológicas, políticas y seculares que el judaísmo y otras culturas tienen en común, así como sus contrastes y diferencias. Con un programa variado, compuesto por lecturas, conferencias, talleres y mesas redondas, la Academia ofrece una plataforma para el análisis de temas sociopolíticos de gran actualidad.